# Robert Flores
Robert Mario Flores Bistolfi, mais conhecido como Robert Flores, (Montevidéu, 13 de maio de 1986) é um futebolista uruguaio que atua como meio-campista. Atualmente, joga pelo River Plate Uruguaio. 

## Carreira
Começou a sua carreira no River Plate Uruguaio, foi negociado com o Villarreal, onde não podia jogar e foi emprestado ao River Plate da Argentina. Ao retornar do empréstimo foi reintegrado ao grupo do Villarreal para a temporada 2009/2010. Recentemente tem sido convocado para a Seleção Uruguaia. Para temporada 2010/2011, foi emprestado ao Nacional. Em janeiro 2014 foi anunciado como novo reforço do Sport. Jogando pelo Sport, integrou o elenco campeão do Campeonato Pernambucano e da Copa do Nordeste de 2014. Em agosto do mesmo ano retornou ao River Plate do Uruguai, clube que o revelou para o futebol.

## Títulos
Nacional
- Campeonato Uruguaio (1): 2010–11

Sport
- Copa do Nordeste: 2014
- Campeonato Pernambucano: 2014

### Outras conquistas
Nacional
Estadual
- Copa Bimbo (1): 2011